# Jan Barta (Eishockeyspieler)
Jan Barta (* 31. Januar 1985 in Bad Nauheim) ist ein ehemaliger deutscher Eishockeyspieler, der seit Juli 2025 bei den Löwen Frankfurt als Sportdirektor beschäftigt ist. In der Deutschen Eishockey Liga spielte er für die Frankfurt Lions.

## Karriere
Der 1,79 m große Stürmer begann seine Karriere in der Jugend des EC Bad Nauheim, wechselte dann aber 2003 zum Höchstadter EC in die Oberliga. Im darauf folgenden Jahr spielte Barta für den ESV Bayreuth, bis er schließlich zur DEL-Spielzeit 2005/06 von den Frankfurt Lions verpflichtet wurde, für die er insgesamt 23 Einsätze im deutschen Eishockey-Oberhaus absolvierte. Nach der Saison kehrte Jan Barta zum EC Bad Nauheim zurück, wo er bis 2011 auf dem Eis stand. Nach dem Abstieg aus der Oberliga 2006 gelang ein Jahr später der direkte Wiederaufstieg aus der Regionalliga. 
Die folgenden vier Spielzeiten spielte er für die Roten Teufel in der Oberliga, ehe er sich zur Saison 2011/12 den Löwen Frankfurt anschloss. 
Nach einer Saison in Frankfurt wechselte er 2012 zu den Moskitos Essen. Nachdem er seine aktive Laufbahn als Spieler beendet hatte, ging er zurück nach Frankfurt und wurde dort Cheftrainer der U15-Mannschaft des Löwen-Nachwuchses. Ab der Saison 2021/22 war er Assistent und Development Coach bei den Löwen Frankfurt und gewann mit ihnen die Meisterschaft in der DEL2. Im Juli 2025 wechselte er in das Amt des Sportdirektor der Löwen Frankfurt. Der Vertrag wurde bis zum Ende der Spielzeit 2026/2027 (2 Saison) geschlossen.

## Karrierestatistik
(Legende zur Spielerstatistik: Sp oder GP = absolvierte Spiele; T oder G = erzielte Tore; V oder A = erzielte Assists; Pkt oder Pts = erzielte Scorerpunkte; SM oder PIM = erhaltene Strafminuten; +/− = Plus/Minus-Bilanz; PP = erzielte Überzahltore; SH = erzielte Unterzahltore; GW = erzielte Siegtore; 1 Play-downs/Relegation; Kursiv: Statistik nicht vollständig)